# فرانكو سميث
فرانكو سميث (بالإنجليزية: Franco Smith)‏ هو لاعب اتحاد الرغبي جنوب أفريقي، ولد في 29 يوليو 1972 في ليختنبرغ ‏ في جنوب أفريقيا.

## وصلات خارجية
- فرانكو سميث عل موقع إسبنسكروم (الإنجليزية)
- فرانكو سميث على موقع ItsRugby.co.uk (الإنجليزية)